# Spathius chrysogonus
Spathius chrysogonus är en stekelart som beskrevs av Nixon 1943. Spathius chrysogonus ingår i släktet Spathius och familjen bracksteklar. Inga underarter finns listade i Catalogue of Life.